# Bergisch Born Ost
Bergisch Born Ost ist ein statistischer Stadtteil des Stadtbezirks Lennep der bergischen Großstadt Remscheid, Nordrhein-Westfalen. 

## Lage und Beschreibung
Der überwiegend ländlich geprägte Stadtteil ist der südöstlichste Stadtteil Remscheids und umfasst das Stadtgebiet östlich der Trasse der stillgelegten Bahnstrecke Wuppertal-Oberbarmen–Opladen ("Balkanexpress") bei der Ortschaft Bergisch Born an der Stadtgrenze zu Wermelskirchen und zu Hückeswagen. Im Westen grenzt Bergisch Born Ost an den statistischen Stadtteil Bergisch Born West, im Norden an den statistischen Stadtteil Engelsburg. Der Stadtteil ist nicht historisch gewachsen, sondern teilt als statistischer Stadtteil sogar den Ort Bergisch Born entlang der Bahntrasse künstlich in einen größeren West- und einen kleineren Ostteil. 
Zu dem Stadtteil gehören die Hofschaften und Wohnplätze Bornbach, Bornefeld, Dörpe (Remscheider Teil), Kaltenborn, Karlsruhe, Langenbusch, Niederlangenbach, Oberlangenbach, Siepen, Sonnenschein und Tefental.

## Geschichte
Das Gebiet des Stadtteils gehörte im 19. und 20. Jahrhundert größtenteils zur Gemeinde Neuhückeswagen bzw. zu der Stadt Hückeswagen. Aufgrund des Düsseldorf-Gesetzes (§21) wurde es mit Gültigkeit zum 1. Januar 1975 in Remscheid eingemeindet. 